# Maria Cosmina Dragomir
Maria Cosmina Dragomir, (n. 22 aprilie 1977, Suceava) este pedagog, formator, prozator și artist plastic român.

## Biografie
Între 1992 și 1996 urmează cursurile Liceului de Artă “Ciprian Porumbescu” Suceava, secția Arte plastice. 
În anul 2001 absolvă Universitatea de Artă București, Facultatea de Arte Decorative și Design, secția tapiserie-contexturi la clasa profesorului Theodora Stendl. 
În 2012 devine Doctor al Universității Naționale de Artă  București, elaborând  un proiect legat de creativitatea copiilor, ”Nonfigurativul, punct de plecare sau de sosire în arta modernă”. 

## Opera

#### Cărți de proză
- Orașul Înfiat - Orașul Înviat, un portret de cetate văzut de copii, 2007; [2]
- Cine ține cu poeții și cu desenul greșit, 2016[3]

#### Manuale școlare
- Arte vizuale și abilități practice, 2014, manual pentru clasele pregătitoare și întâi; [4]
- Arte vizuale și abilități practice, 2021, manual pentru clasa a II-a
- Arte vizuale și abilități practice, 2021, manual pentru clasa a III-a - Editura Corint https://www.edituracorint.ro/manual-arte-vizuale-si-abilitati-practice-clasa-a-iii-a.html
- Arte vizuale și abilități practice, 2021, manual pentru clasa a IV-a - Editura Corint

Editor coordonator pentru albume de artă ingenuă
- Triumful surâsului 2015[5]
- Ecoul surâsului, 2016[6]
- Zborul surâsului, 2017[7]

Ilustrație de carte
- Înțelepciunea-mpărătească, autor Mihai Vladu, 2017
- Cartea Vieții, autor Mihai Vladu, 2019[8]

Regie și scenografie pentru filme de animație ale copiilor
- Stâlpnicul și ciocănitoarea, 2017[9]
- Ulciorul sau leagănul florii-strugure, 2019[10]

## Expoziții
- 2001 - Expoziția lucrărilor de licență, Galeria Căminul Artei.
- 2002 - Expoziția de arte vizuale a artiștilor români și străini, Three Fish Gallery, Portland, Maine (USA).
- 2003 - Expoziția artiștilor profesioniști organizată la Opera Română de Asociația de Tineret ARSIS.
- 2007 - Colaborare cu Institutul Cultural Român pentru realizarea expoziției artiștilor din țările membre U.E., în cadrul evenimentului cultural Europalia, Bruxelles.
- 2008 - Expo- Eastern European Artists la galeriile Language Exchange, Portland, Maine ( U.S.A.).
- 2013 - Expoziția ”Kara Eflak, de la București și până la Stanbul”, Hanul lui Manuc, București, în colaborare cu Asociația pentru Cultură și Tradiție Anton Pann. [11][12]